# 金蔚
金蔚（1951年9月—），汉族，中华人民共和国政治人物，第十届、十一届、十二届全国政协委员。
担任中国基督教三自爱国运动委员会副主席、中华基督教青年会干事。2008年，当选第十一届全国政协委员，代表宗教界，分入第五十一组。并担任民族和宗教委员会专委。